# گوسورک
گوسورک (به آلمانی: Gußwerk) یک منطقهٔ مسکونی در اتریش است که در بروک مورتسوچلاگ واقع شده‌است. گوسورک ۲۸۵٫۳۶ کیلومتر مربع مساحت دارد ۷۴۷ متر بالاتر از سطح دریا واقع شده‌است.